# فيتامين ب6
فيتامين بي6 (بالإنجليزية: Vitamin B6)، هو أحد فيتامينات بي، وبالتالي فهو عنصر غذائي أساسي. يشير المصطلح إلى مجموعة من ستة مركبات متشابهة كيميائيا، أي «أشباه الفيتامينات»، والتي يمكن تحويلها في النظم البيولوجية. يعمل شكله النشط، البيريدوكسال 5′-فوسفات، كإنزيم مساعد في أكثر من 140 تفاعل إنزيمي في الأحماض الأمينية، الجلوكوز واستقلاب الدهون.
تقوم النباتات بتوليف البيريدوكسين كوسيلة للحماية من الأشعة فوق البنفسجية B لأشعة الشمس والمشاركة في تخليق الكلوروفيل. لا يمكن للحيوانات توليف أي من الأشكال المختلفة للفيتامين، وبالتالي يجب الحصول عليه عن طريق النظام الغذائي، إما عن طريق النباتات أو الحيوانات الأخرى. هناك بعض الامتصاص للفيتامين الذي تنتجه البكتيريا المعوية، ولكن هذا لا يكفي لتلبية الاحتياجات. بالنسبة للبشر البالغين، تتراوح التوصيات الصادرة عن وكالات تنظيم الأغذية في مختلف البلدان بين 1.0 و 2.0 ملليغرام (ملغ) يوميا. تدرك هذه الوكالات نفسها أيضا الآثار السيئة للمآخذ المرتفعة جدا، وبالتالي تضع حدودا عليا آمنة، تتراوح من 25 ملغ/يوم إلى 100 ملغ/يوم اعتمادا على البلد. اللحوم الحمراء، الطيور، والأسماك هي مصادر جيدة بشكل عام؛ تحتوي منتجات الألبان، البيض، الرخويات والقشريات أيضا على فيتامين بي6، ولكن بمستويات أقل. هناك ما يكفي في مجموعة واسعة من الأطعمة النباتية بحيث لا يعرض النظام الغذائي النباتي أو الخضري المستهلكين لخطر النقص.
النقص الناجم عن التغذية نادر الحدوث. تشمل الأعراض السريرية الكلاسيكية الطفح الجلدي، الالتهاب حول الفم والعينين، بالإضافة إلى الآثار العصبية التي تشمل النعاس والاعتلال العصبي المحيطي الذي يؤثر على الأعصاب الحسية والحركية في اليدين والقدمين. بالإضافة إلى النقص الغذائي، يمكن أن يكون النقص نتيجة للأدوية المضادة للفيتامينات.

## المقدمة
الفيتامينات مكونات صغرى في الأغذية ولكنها أساسية، لاحتياجها للنمو الطبيعي، والصيانة، وقيام جسم الإنسان بوظائفه. ولذلك يشكل حفظها خلال التخزين وتصنيع الأغذية موضع اهتمام كبير لتحقيقه. توضيحا عن فقد الفيتامينات في بعض طرق حفظ الفاكهة والخضار. هذا ويحدث فقد الفيتامينات خلال التفاعلات الكيميائية التي تعطي نواتج غير فعالة أو بالاستخلاص أو الرشح كما في حالة الفيتامينات الذوابة في الماء خلال السلق والطبخ.
الفيتامينات كانت عوزها وخیم تؤدي إلى عوز فيتامیني شديد. وكلا العوزين يحدثان ليس كنتيجة عدم كفاية مدخول الفيتامين عبر الغذاء، ولكن يمكن أن يتسبب العوز من اضطراب الامتصاص والإجهاد والأمراض. ويمكن إجراء تقويم لمدى كفاية إمداد الفيتامين بتعيين محتواه في بلاسما الدم، أو بقياس نشاط بيولوجي يعتمد على وجود الفيتامين، مثل نشاط كثير من الأنزيمات. تقسم الفيتامينات عادة إلى قسمين عامين، الفيتامينات الذائبة في الدهون A، D، K، E، والفيتامينات الذائبة في الماء، B1، B2، B3، B5، بيوتين، فولات، B12، وC.

## الشكل

البيريدوكسامين.

البيريدوكسين.

يتم تحويل البيريدوكسامين الممتص إلى PMP بواسطة بيريدوكسال كيناز، والذي يتم تحويله إلى فوسفات البيريدوكسال بواسطة بيريدوكسامين فوسفات ناقلة أمين أو بيريدوكسين 5-فوسفات أوكسيديز والذي يحفز أيضًا تحويل PNP إلى فوسفات البيريدوكسال. يعتمد البيريدوكسين 5′-فوسفات أوكسيديز على الفلافين أحادي نيوكليوتيد (FMN) كعامل مساعد ينتج من الريبوفلافين (فيتامين ب 2).
- البيريدوكسين (PN)، الشكل الأكثر شيوعًا يُعطى كمكمل فيتامين ب 6
- بيريدوكسين 5′-فوسفات (P5P)
- بيريدوكسال (PL)
- فوسفات البيريدوكسال، الشكل النشط الأيضي
- بيريدوكسامين (PM)
- بيريدوكسامين 5′-فوسفات (PMP)
- 4-البيريدكسيك حمض (PA)، ومقيضة التي تفرز في البول
- بيريتينول

يمكن تحويل جميع الأشكال باستثناء حمض البيريدوكسيك والبيريتينول. بيريتينول هو مشتق شبه اصطناعي من البيريدوكسين، حيث يتم ربط شقين من البيريدوكسين بجسر ثاني كبريتيد.

## الكيمياء
1-الدور البيولوجي Biological Role:
بيرودوكسين (بيرودوکسال، فيتامينB6)
(Pyridoxine (Pyridoxal , Vitamin B6
تظهر فعالية فيتامين B6 بالبيرودوكسين أو بيرودوکسول (R = CH2OH) أو بيرودوکسال (R = CHO) أو بيرودوکسامین (R = CHANH2). أما الشكل الفعال في الاستقلاب فهو فوسفات بيرودوکسال، الذي يقوم بوظيفة تميم أنزيمي لأمينو اسيد ديكربوکسیلازات، وأمينو اسيد راسیمازات، وأمينو اسید دیهایدرازات، وأمینو اسید ترانس فيراز، وسرين بالميتول ترانسفيريز، وليزيل اوكسيدير، و5- أمينو ليفولينيك أسيد سینئاز، وأنزيمات استقلاب التربتوفان. وزيادة على ذلك يقوم بتثبيت الهيئة الأنزيمات فوسفوريلازات.
إن المدخول من هذا الفيتامين عادة هو بشكل بيرودوکسال أو بيرودوکسامین. يسبب عوز البيرودوکسين في الوجبة اضطرابات في استقلاب البروتين، أي في اصطناع الهيموغلوبين. ويتجمع هیدروکسي کینورنين وحمض کسانتورينيك لأن تحول التربتوفان إلى حمض نيكوتينيك ينقطع، وهي خطوة ينظمها أنزيم كينورينيناز.
2- الاحتياجات، الحدوث Requirement , Occurrence:
يدل نشاط أنزيم غلوتامات أو كسالو أسيتات ترانس أميناز على مدى كفاية الإمداد، ويوجد هذا الأنزيم في خلايا الدم الحمراء، ويتناقص نشاط هذا الأنزيم في وجود عوز هذا فيتامين.
3- الثبات، التدرك Stability , Degradation:
إن أكثر أشكال هذا الفيتامين ثباتا هو بيرودو کسال، وهو الشكل المستعمل في تدعيم الأغذية. يفقد من فيتامين B6 45 في طبخ اللحوم و20-30% في طبخ الخضار.
يحدث خلال تعقيم الحليب تفاعل مع السيستئين ينقل الفيتامين إلى شكل غير فعال مشتقات ثيازولیدین. وهذا التفاعل مسؤول عن فقد هذا الفيتامين في الأغذية الأخرى المعالجة حرارية.

## أهميته الحيوية
البيريدوكسين النشط هو بيريدوكسال فوسفات وهو مهم لأيض الأحماض الأمينية (عمليات نزع الكربوكسيل) وتحليل الجليكوجين لأنه يعمل كمساعد إنزيم للفوسفوريليز phosphorylase وبذلك يساعد على تحليل الجليكوجين في العضلات وإنزيم الفوسفوريليز في العضلات يمثل 70-80% من فيتامين بي6 في الجسم. يقوم أيضًا بتخليق الناقلات العصبية، وتخليق الهيستامين، وتخليق ووظيفة الهيموجلوبين، والتعبير الجيني. يقدم حزب العمال التقدمي عموما بمثابة أنزيم (العامل المساعد) للعديد من التفاعلات بما في ذلك نزع الكربوكسيل، نقل الأمين، تروسم، والقضاء، واستبدال، وinterconversion بيتا المجموعة. هذا الفيتامين فريد من نوعه في أنه يسبب في كلاً من حالات النقص والزيادة اختلال في الأعصاب الطرفية اعتلال الأعصاب المحيطية.

### استقلاب الأحماض الأمينية
1. فوسفات البيريدوكسال هو عامل مساعد في التخليق الحيوي لخمسة نواقل عصبية مهمة: السيروتونين، الدوبامين، الإبينفرين، النوربينفرين، وحمض جاما أمينوبوتيريك (GABA). يشارك فوسفات البيريدوكسال أيضًا في تخليق الهيستامين.
2. ناقلة الأمين الأحماض الأمينية باستخدام فوسفات البيريدوكسال كعامل مساعد. يعد النشاط الصحيح لهذه الإنزيمات أمرًا حاسمًا لعملية نقل المجموعات الأمينية من حمض أميني إلى آخر.
3. راسيماز سيرين الذي يصنع المُعدِّل العصبي سيرين من المتماثل هو إنزيم يعتمد على فوسفات البيريدوكسال.
4. فوسفات البيريدوكسال هو أنزيم ضروري للوظيفة المناسبة لأنزيمات سينثاس سيستاثيونين وسيستاثيوناز. هذه الإنزيمات تحفز التفاعلات في تقويض الميثيونين. ينتج جزء من هذا المسار (التفاعل المحفز بواسطة سيستاثيوناز) أيضًا السيستين.
5. سيلينوميثيونين هو الشكل الغذائي الأساسي للسيلينيوم. هناك حاجة إلى فوسفات البيريدوكسال كعامل مساعد للإنزيمات التي تسمح باستخدام السيلينيوم من الشكل الغذائي. يلعب فوسفات البيريدوكسال أيضًا دورًا مساعدًا في إطلاق السيلينيوم من السيلينووموسيستين لإنتاج سيلينيد الهيدروجين، والذي يمكن استخدامه بعد ذلك لدمج السيلينيوم في بروتينات السيلينيوم.
6. فوسفات البيريدوكسال مطلوب لتحويل التربتوفان إلى النياسين، لذا فإن انخفاض حالة فيتامين ب 6 يضعف هذا التحويل.[14][15]

### استقلاب الجلوكوز
فوسفات البيريدوكسال هو أنزيم مطلوب من فوسفوريلاز الجليكوجين، وهو الإنزيم الضروري لحدوث انحلال الجليكوجين. يمكن أن يحفز فوسفات البيريدوكسال تفاعلات التحويل الضرورية لتوفير الأحماض الأمينية كركيزة لتكوين السكر.

### استقلاب للدهون
فوسفات البيريدوكسال هو مكون أساسي من الإنزيمات التي تسهل التخليق الحيوي للدهون السفينغولية. على وجه الخصوص، يتطلب تركيب السيراميد فوسفات البيريدوكسال. في هذا التفاعل، منزوع الكربوكسيل سيرين وجنبا إلى جنب مع بالميتويل، لجنة الزراعة لتشكيل السفينغانين، الذي جنبا إلى جنب مع الدهنية أسيل، لجنة الزراعة لتشكيل ثنائي هيدروسيراميد. يتم بعد ذلك إزالة تشبع ثنائي هيدروكراميد لتشكيل سيراميد. بالإضافة إلى ذلك، يعتمد تحلل السفينجوليبيدات أيضًا على فيتامين ب 6 لأن سفينجوزين -1 فوسفات لياز، الإنزيم المسؤول عن تكسير السفينجوزين -1 فوسفات، يعتمد أيضًا على فوسفات البيريدوكسال.

### تخليق ووظيفة الهيموجلوبين
يساعد فوسفات البيريدوكسال في تخليق الهيموجلوبين، من خلال العمل كنزيم مساعد لإنزيم أمينوليفولينيك أسيد سينثاز. كما أنه يرتبط بموقعين على الهيموجلوبين لتعزيز ارتباط الهيموجلوبين بالأكسجين.

### التعبير الجيني
تورط فوسفات البيريدوكسال في زيادة أو تقليل التعبير عن جينات معينة. تؤدي زيادة مستويات الفيتامين داخل الخلايا إلى انخفاض في نسخ الجلوكوكورتيكويد. كما يؤدي نقص فيتامين ب 6 إلى زيادة التعبير الجيني للألبومين مرنا. أيضًا، يؤثر فوسفات البيريدوكسال على التعبير عن البروتين السكري 2 بي من خلال التفاعل مع عوامل النسخ المختلفة. والنتيجة هي تثبيط تراكم الصفائح الدموية.

## التغذية